# Franco Casu
Franco Casu detto Spirito (Oristano, 28 luglio 1969) è un fantino italiano.

## Biografia
Ha vinto il Palio di Ferrara nel 1995.
Ha vinto il Palio di San Pietro Abbiategrasso nel 2004 - 2007 - 2009.
Il 16 agosto 1996 prese parte al Palio di Siena per la contrada della Pantera, commettendo una grave scorrettezza ai danni di Massimo Coghe detto Massimino, che rappresentava i colori della rivale, ovvero l'Aquila: al momento della partenza lo trattenne per il giubbetto, rimediando quindi dalla giustizia paliesca una squalifica per 20 palii. Si tratta, assieme all'analoga inflitta a Maurizio Farnetani l'anno successivo, della squalifica più pesante mai inflitta ad un fantino, dal dopoguerra.

## Presenze al Palio di Siena
| Palio          | Contrada | Cavallo                   | Note   |
| -------------- | -------- | ------------------------- | ------ |
| 16 agosto 1989 | Oca      | Musetto                   |        |
| 3 luglio 1992  | Drago    | Johnny Long               | scosso |
| 2 luglio 1993  | Onda     | Quimper                   | scosso |
| 16 agosto 1993 | Giraffa  | Aristocratic              | scosso |
| 16 agosto 1994 | Oca      | Louisiana di Montalbuccio |        |
| 16 agosto 1996 | Pantera  | Re Artù                   |        |

## Presenze agli altri Palii

### Palio di Asti
Di seguito le presenze al Palio di Asti.
| Palio | Contrada                | Cavallo         | Piazzamento           | Note |
| ----- | ----------------------- | --------------- | --------------------- | ---- |
| 1990  | Rione San Silvestro     | Scodata         | Eliminato in batteria | -    |
| 1993  | Comune di Moncalvo      | Charcot         | 3° (Speroni)          | -    |
| 1994  | Rione San Paolo         | Sciura (scosso) | Eliminato in batteria | -    |
| 1995  | Comune di Canelli       | Try Again       | Eliminato in batteria | -    |
| 1996  | Borgo Santa Maria Nuova | Nebbiuno        | 5° (Coccarda)         | -    |
| 1998  | Comune di Montechiaro   | Shilde          | Eliminato in batteria | -    |
| 2000  | Comune di Moncalvo      | Jean            | Eliminato in batteria | -    |
| 2001  | Borgo Viatosto          | Commanduke      | Eliminato in batteria | -    |
| 2004  | Borgo San Lazzaro       | Stravascia      | 3° (Speroni)          | -    |
| 2005  | Comune di Moncalvo      | Laiano          | Eliminato in batteria | -    |
| 2009  | Borgo San Lazzaro       | Lonery          | 6°                    | -    |
| 2010  | Rione San Paolo         | Squalo bianco   | Eliminato in batteria | -    |

## Vittorie negli altri Palii
- Palio di Ferrara: 1 vittoria (1995)
- Palio di San Pietro: 3 vittorie (2004, 2007, 2009)